# Podgorni (Krasnoiarsk)
|  | Per a altres significats, vegeu «Podgorni». |

Podgorni (en rus: Подгорный) és un poble (un possiólok) del krai de Krasnoiarsk, a Rússia, que en el cens del 2010 tenia 263 habitants. Pertany al districte de Kuràguino.